# Жермена де Сталь
Анна-Луїза Жермена Неккер, баронеса де Сталь-Гольштейн (фр. Anne-Louise Germaine Necker, baronne de Staël-Holstein), більше відома під псевднонімом Мадам де Сталь (фр. Madame de Staël), (22 квітня 1766, Париж, Франція — 14 липня 1817, Париж) — французька письменниця та історик женевського походження, дочка міністра фінансів Франції Жака Неккера. Мала значний вплив на французьку літературу початку 19-го сторіччя.

## Біографія

### Ранні роки життя
Анна Луїза Жермена Неккер народилася в Парижі, в родині відомого швейцарського банкіра і державного діяча Жака Неккера, який був міністром фінансів в уряді короля Людовика XVI. Її мати була господинею одного з найпопулярніших паризьких салонів, де збиралася літературна та політична еліта тогочасного Парижа. Саме серед гостей салону молода Жермена отримує своє виховання, знайомиться з провідними письменниками, філософами. Також у ранньому віці вона вивчила англійську мову та латину, познайомилася з мистецтвом танцю і музики, декламації та дикції, часто відвідувала театр. Все це сприяло тому, що дуже рано молода дівчина відрізнялась від своїх сучасниць надзвичайною ерудицією та високим рівнем знань, незвичайним для жінок того часу.
Престиж її батька відкривав для неї двері до багатьох аристократичних та просвітницьких кіл тогочасної Європи. Батьки, однак, підшукували для неї вигідну партію в шлюбі згідно з консервативними та меркантильними поглядами. Серед кандидатів на руку дочки Жака Неккера розглядалися різні претенденти, навіть тогочасний прем'єр-міністр Англії Вільям Пітт, однак, після декількох років вагань, вибір батьків зупинився на послові Швеції бароні де Сталь-Гольштейні, який був старший за неї на сімнадцять років. Для дочки Неккера такий шлюб не здавався занадто вигідним, але обіцяв стабільність і престижний статус жінки посла у паризькому світі. Завдяки протекції батька від короля Швеції вдалося отримати гарантії на тривалість посольського призначення барона протягом 12 років, а також і обіцянки пенсії у разі відкликання. Вінчання відбулося у каплиці лютеранської церкви шведського посольства 14 січня 1786 року. У шлюбі народилася дочка Густавіна (1787—1789), пізніше від зв'язків з іншими коханцями народилися сини Огюст (1790—1827) і Альбер (1792—1813).

### Революційні події
У шлюбі, користуючись статусом свого чоловіка, Жермена відкрила свій власний салон, де почали збиратися політики та інтелектуали тогочасного Парижа. Серед інших, вона приймала у своєму салоні таких відомих особистостей, як Лафаєт, Мірабо, Талейран та інших. Вибух Французької революції мадам де Сталь зустріла прихильно, однак залишалася прихильницею конституційної монархії. З проголошенням республіки та початком терору разом з багатьма іншими аристократами була вимушена емігрувати до Англії, де вона провела декілька місяців і навіть відновила там свій салон.
Після падіння Робесп'єра та закінчення періоду терору Жермена повернулася до Парижа, де у вересні 1794 року оприлюднила свою роботу Роздуми про суд над королевою, де намагалася захистити не тільки Марію-Антуанетту, але й інших жінок, які постраждали від революційних подій. У цей час вона також готує до видання декілька своїх літературних творів: алегорію стародавніх казок та історичний роман, в котрому подала персонажі та соціальні умови свого часу.

### Період імперії і заслання
3 січня 1798 року мадам де Сталь уперше зустрілася з Наполеоном на прийомі, влаштованому її колишнім коханцем Талейраном. Саме тут відбулася відома словесна дуель Жермени і Наполеона, з якого почалося охолодження стосунків між майбутнім імператором і молодою письменницею. Наполеону не подобалась непокірливість Жермени, а вона критикувала його авторитаризм та відмовлялася дотримуватися різних заборон проти неї, запроваджених Наполеоном. Наприклад, 1803 року за указом амбітного Наполеона їй заборонялося наближатися до Парижа на відстань 40 миль.
Тим часом, у 1802 році Жермена оприлюднила свій найвідоміший роман «Дельфіна», головною героїнею якого стала жінка і в якому вона намагалася підняти політичні і соціальні питання свого часу. У романі були зроблені деякі натяки на реальних осіб того часу, зокрема прообразом головної героїні виступала мати Астольфа Кюстіна — Дельфіна Кюстін, також були присутні образи, що нагадували Талейрана та інших. Роман отримав схвальну критику не тільки у Франції, але й за кордоном, але не сподобався Наполеону Бонапарту.